# Marc Weber (Ruderer, 1972)
Marc Weber (* 21. März 1972 in Bochum) ist ein ehemaliger Ruderer, der 1996 eine olympische Silbermedaille im Achter gewann.
Weber startete für den Berliner Ruder-Club. 1993 gewann er mit dem Vierer mit Steuermann in der Besetzung Stefan Forster, Mark Kleinschmidt, Ulrich Viefers, Marc Weber und Steuermann Guido Groß die deutsche Meisterschaft und belegte bei der Weltmeisterschaft den dritten Platz. 1994 saß Weber im Vierer ohne Steuermann und belegte den sechsten Platz bei der Weltmeisterschaft. 1995 gewann Weber zusammen mit Forster, Detlef Kirchhoff, Roland Baar und Steuermann Peter Thiede den Titel im Vierer mit Steuermann. Dieser Vierer bildete die Basis für den Deutschland-Achter, der 1995 in der Besetzung Frank Richter, Ike Landvoigt, Detlef Kirchhoff, Dieter Sator, Stefan Forster, Marc Weber, Jochen Lerche, Roland Baar und Peter Thiede den Titel bei der Weltmeisterschaft in Tampere gewann.
Auch bei den Olympischen Spielen 1996 in Atlanta saß Weber im Deutschland-Achter. Frank Richter, Mark Kleinschmidt, Wolfram Huhn, Marc Weber, Detlef Kirchhoff, Thorsten Streppelhoff, Ulrich Viefers, Roland Baar ruderten mit Steuermann Peter Thiede im olympischen Finale fast zwei Sekunden hinter dem niederländischen Boot ins Ziel und erhielten die Silbermedaille. 1998 und 1999 gewann Marc Weber zweimal den Deutschen Meistertitel im Achter. Bei der Weltmeisterschaft 1998 in Köln war er als Schlagmann am Gewinn der Silbermedaille beteiligt. Bei der Weltmeisterschaft 1999 verpasste der deutsche Achter mit Ike Landvoigt am Schlag die Qualifikation für die Olympischen Spiele 2000.
Marc Weber gewann als Schlagmann des Cambridge-Achters das legendäre Boat Race 1998. Diese Mannschaft hält noch immer (Stand Februar 2021) den Rekord für die schnellste jemals geruderte Zeit in diesem Rennen.